# Vrolek
Vrolek was een Nederlandse omroeporganisatie voor radio en televisie voor de gemeente Nederlek. De omroep werd op 29 oktober 1986 opgericht en fuseerde na een gemeentelijke herindeling op 1 januari 2015 met de andere omroepen uit de nieuwe gemeente tot RTV Krimpenerwaard.

## Geschiedenis

### Ontstaan
In de jaren 70 en 80 van de vorige eeuw was de VRL (Vrije Radio Lekkerkerk) regelmatig te horen in de wijde omtrek van Lekkerkerk. Op 29 oktober 1986 werd de VRL gelegaliseerd door de gemeente Nederlek tot Vrolek, Vrije Radio Omroep Lekkerkerk en Krimpen in verband met het Lekkerkerkse gifschandaal. Burgemeester Bert van 't Laar las iedere avond om 18:00 uur het lokale nieuws voor, terwijl vrijwilligers naar het nieuwsbulletin van de ANP Radionieuwsdienst op Radio 1 luisterden om de berichten daarvan over te typen. Deze werden vervolgens na het lokale nieuws door de burgemeester voorgelezen, waarna de programmering van Radio Vrolek van die avond begon.
Op 30 november 1989 werd de nieuwe studio aan de Dammestraat, "De Bonte Os", in gebruik genomen. Bij de verhuizing naar het industrieterrein werd een mono FM-zender in de grote collectieve zendmast op het bedrijventerrein gehangen, waarmee de omroep in de vrije ether beschikbaar werd. Midden jaren 90 werd een eigen zendmast achter de eigen studio gebouwd, waar eerst de mono-installatie naar verplaatst werd, en later omgebouwd werd tot stereo-installatie.

### Televisie
Op 29 oktober 1986 werd Redelek Tekst TV opgericht. Het achtergrondgeluid van de kabelkrant is sinds de start van de uitzending ervan altijd het signaal van Radio Vrolek geweest. Sinds het begin van de uitzending van de kabelkrant heeft deze 24 uur per dag, 7 dagen per week uitgezonden, met uitzondering van onderbreking door de uitzendingen van TV Vrolek, die op hetzelfde kanaal plaatsvinden.
TV Vrolek was het televisie-onderdeel van de omroep dat op 28 mei 1987 van start ging. Deze tv-zender begon op die dag met de eerste maandelijkse uitzending om 20:00 uur 's avonds. Sinds medio 2011 werd er van woensdag tot en met zaterdag drie keer per dag een weekuitzending uitgezonden. Tussen de uitzendingen, 's nachts en op dagen waarop geen uitzending te zien is, wordt Redelek Tekst TV uitgezonden. Dit is een kabelkrant die een aantal keren per week wordt bijgewerkt met het laatste lokale en regionale nieuws, inclusief foto's en korte beeldverslagen.

### Opheffing
Op 1 januari 2015 zijn de gemeenten Bergambacht, Schoonhoven, Vlist en Nederlek samengevoegd om de nieuwe gemeente Krimpenerwaard te vormen. Omdat bij wet slechts één publieke lokale omroep per gemeente mag zijn besloot Vrolek samen te gaan met Radio Centraal (Bergambacht) en RTV Zilverstad (Schoonhoven), en samen RTV Krimpenerwaard te vormen. Vlistam (Vlist) sloot in juli 2015 aan.